# 愛しているのに Bye Bye Love
愛しているのに Bye Bye Love（あいしているのに バイ・バイ・ラブ）はCup'sのシングル。

## 内容
本作は同じビーイング系の近藤房之助が出演したTBS系ドラマ『3丁目9番地』オープニングテーマ。
1994年8月21日に発表されたファーストアルバム『STREET PANICK』に収録されている『何度もKISSして抱きしめたい』も、デビューシングル候補だったため、TSUTAYAなど、
一部媒体には、こちらがデビューシングルとして告知されたがメンバーには知らされていない。

## 収録曲
1. 愛しているのに Bye Bye Love
2. SORRY MY BABY
3. 愛しているのに Bye Bye Love(ist.)
4. SORRY MY BABY(inst.)

## 参加者
- 内田幸宏 - ボーカル
- 内田宜宏 - ギター、コーラス
- 寺尾広 - キーボード